# May Htet Aung
May Htet Aung (sinh ngày 13 tháng 10 năm 1999) là một người mẫu, hoa hậu người Myanmar, Top 7 trong mùa 4 của cuộc thi Asia's Next Top Model. Cô đạt được danh hiệu Hoa hậu Châu Á - Thái Bình Dương 2014 nhưng bị truất ngôi.

## Asia's Next Top Model
Cô tham gia và là thí sinh Myanmar đầu tiên trong lịch sử, cô cũng là thí sinh nhỏ tuổi nhất. Cô ra về trong top 7

## Sự nghiệp điện ảnh
Noe bắt đầu sự nghiệp diễn xuất của cô vào năm 2014. Cô đã thực hiện vai diễn đầu tiên của mình với nhiều bộ phim và video mang tên "Ti Kyat", "Pawa Ma Shu Yay Ma Ku Kyay", "Giáo sư Dr.Seik Phwar", "Charm Series", " Motor và Fan "," Achit Pincin Essay "," Palat Kywat Thwar Tat Achit "," Một Phyu Htal Lu Mike Gyi "và" Akhar Taw ".

## Tranh cãi
Noe đã bị tước quyền sở hữu ba tháng sau khi chiến thắng. Ban tổ chức cho rằng cô ấy phàn nàn về việc lên kế hoạch cho những tháng sau chiến thắng của mình, và muốn mẹ cô ở lại với cô ấy trong khoảng thời gian 3 tháng đó, nhưng không muốn trả thêm chi phí phát sinh. Các nhà tổ chức cũng tuyên bố cô thô lỗ và không trả lời điện thoại.
Noe đã 15 tuổi trong suốt thời gian thi đấu, ít hơn ba năm so với mức tối thiểu được đề xuất, mà đọc rằng thí sinh tiềm năng "nên là nữ, độc thân trong độ tuổi từ 18-27." Các nhà tổ chức cho phép cô tham gia cuộc thi ở tuổi 15 Theo các nhà tổ chức, cô đã dự kiến sẽ có phẫu thuật vì ngực của cô được coi là quá nhỏ và có một kỳ vọng rằng phẫu thuật được tài trợ được thực hiện cho tất cả những người chiến thắng, vì nó đã có Các nhà tổ chức tiếp tục tuyên bố rằng Noe đã trở về Myanmar với vương miện, và sẽ cần phải trả lại nó.
Noe, người phủ nhận đã thực hiện phẫu thuật nâng ngực mà ban tổ chức cho rằng cô đã làm, sau đó chỉ trích các nhà tổ chức bằng cách nói "Tôi thậm chí không tự hào về vương miện này, tôi không muốn một vương miện từ một tổ chức có danh tiếng xấu như vậy Nhưng tôi sẽ không trả lại cho người Hàn Quốc trừ khi họ xin lỗi. Không chỉ với tôi mà đất nước tôi đã cho nó một hình ảnh xấu. " Cô sẽ trao vương miện cho chính quyền Miến Điện, nhưng sẽ không cho phép nó trở lại các nhà tổ chức ở Hàn Quốc cho đến khi cô nhận.

## Cập Nhật
Trong một cuộc phỏng vấn truyền thông với đài truyền hình MBC được biết đến với tên gọi Munhwa Broadcasting Corporation vào ngày 14 tháng 9 tại Yangon, Myanmar, Noe đã nói "Tôi vẫn còn nhỏ. Nếu tôi nói rằng tôi đã vận hành ngực của tôi, thì tổ chức sẽ trở lại." và tôi đã ký thỏa thuận hoạt động đồng ý, tôi nghĩ đó là kiểm tra y tế.Tôi không biết ý nghĩa của chữ ký..Nhóm điều tra của Hoa hậu Châu Á Thái Bình Dương Thế giới Cuộc thăm dò được công bố vào ngày 4 tháng 12 rằng Hoa hậu Myanmar đã được kêu gọi để giải trí các doanh nhân giàu có của Hàn Quốc trả tiền cho việc đào tạo thanh nhạc và sản xuất album âm nhạc của cô. Choi cũng có những hợp đồng tương tự với những người tham gia cuộc thi hoa hậu và các công ty truyền thông nước ngoài khác, bây giờ, vụ kiện này được đệ trình lên cảnh sát để điều tra thêm.
Tuy nhiên, theo kênh tin tức DVB vào ngày 5 tháng 12 năm 2014, David Kim, viên chức quan hệ công chúng của cuộc thi Hoa hậu Thế giới Hoa hậu Thái Bình Dương, đã phủ nhận lời tuyên bố trên phương tiện truyền thông Hàn Quốc. Ông nói rằng tuyên bố của Jung Weon-young là một chế tạo khi ông đã ngừng làm việc cho cuộc thi Hoa hậu Châu Á Thái Bình Dương kể từ năm 2011. Ông Kim cũng tuyên bố rằng tổ chức của ông đã kiện các phương tiện truyền thông Hàn Quốc và báo chí nói rằng May Myat Noe đã nói sự thật.
Tổ chức cáo buộc Noe đến Sở cảnh sát Gangnam, Seoul vào tháng 9 năm 2015 vì tội phỉ báng, cáo buộc sai. Ngày 7 tháng 4 năm 2016, luật sư khởi tố Ha Ji-Soo tại Văn phòng Công tố viên quận trung tâm Seoul ra lệnh Đó là Aung Aung May Myat Noe Đình chỉ truy tố, số trường hợp 2 trong tội phỉ báng thông tin đại chúng, truy tố quy định của My Myat Noe về các giới hạn trước ngày 1 tháng 9 năm 2022.